# 北村久壽雄
北村久壽雄（日语：／ Kitamura Kusuo、1917年10月9日—1996年6月6日），日本游泳選手，他於1932年夏季奧林匹克運動會中奪得1,500米自由泳金牌。

## 生平
北村久壽雄出生在高知市菜園場町，曾接受溝渕治助指導，在鏡川逆游來練習游泳技術。
1932年（昭和7年），北村久壽雄夏季奧林匹克運動會中奪得1,500米自由泳金牌，成績為19分12秒4。他以14歳10個月的年紀成為史上最年輕的游泳金牌得主，直到1988年匈牙利選手埃盖尔赛吉·克里斯蒂娜以14歳1個月的年紀獲得金牌為止。
夏季奧林匹克運動會結束後，北村久壽雄進入第三高等学校就讀，並隨之結束游泳選手生涯。
之後北村久壽雄從東京帝國大学畢業後，進入勞動省。北村久壽雄在太平洋戰争中以陸軍中尉身分參加緬甸戰役，指導士兵游泳。北村久壽雄復員之後擔任公労委事務局長、国際労働機関（ILO）日本政府代表部一等書記官。北村久壽雄也擔任1958年亞洲運動會日本游泳代表教練及日本游泳聯盟常務理事。
1984年，北村久壽雄擔任住友水泥顧問，Masters游泳協會初代會長。

## 外部連結
- profile. databaseolympics.com